# Željko Širić
Željko Širić (Eszék, 1960. december 1. –) horvát nemzetközi labdarúgó-játékvezető.

## Pályafutása

### Nemzeti játékvezetés
1997-ben lett hazája legfelső szintű labdarúgó-bajnokságának játékvezetője. Az aktív nemzeti játékvezetéstől 2006-ban vonult vissza. 2011-ben korrupcióba keveredett.

#### Nemzeti kupamérkőzések
Vezetett Kupa-döntők száma: 3.

##### Kupa
| Időpont         | Helyszín                   | Mérkőzés típusa     | Mérkőzés                        | Eredmény | Nézők száma |
| --------------- | -------------------------- | ------------------- | ------------------------------- | -------- | ----------- |
| 1995. május 17. | Városi Stadion, Split      | döntő első mérkőzés | HNK Hajduk Split–Croatia Zagreb | 3 : 2    |             |
| 2003. május 23. | Aldo Drosina Stadion, Póla | döntő első mérkőzés | NK Pula–HNK Hajduk Split        | 0 : 1    | 5 000       |

##### Szuperkupa
| Időpont          | Helyszín              | Mérkőzés típusa | Mérkőzés                | Eredmény | Nézők száma |
| ---------------- | --------------------- | --------------- | ----------------------- | -------- | ----------- |
| 2005. július 15. | Városi Stadion, Split | döntő           | Hajduk Split–HNK Rijeka | 1 : 0    | 20 000      |

### Nemzetközi játékvezetés
A Horvát labdarúgó-szövetség Játékvezető Bizottsága (JB) terjesztette fel nemzetközi játékvezetőnek, a Nemzetközi Labdarúgó-szövetség (FIFA) 1996-tól tartotta nyilván bírói keretében. Több nemzetek közötti válogatott és klubmérkőzést vezetett. UEFA besorolás szerint a „2.” kategóriába tevékenykedett. Az első horvát játékvezető , aki 2002-2003 között a Bajnokok Ligájában tevékenykedett. A horvát nemzetközi játékvezetők rangsorában, a világbajnokság-Európa-bajnokság sorrendjében a 3. helyet foglalja el 6 találkozó szolgálatával. Az aktív nemzetközi játékvezetéstől 2006-ban a FIFA 45 éves korhatárát elérve búcsúzott.

#### Világbajnokság

##### U20-as labdarúgó-világbajnokság
Nigéria rendezte az 1999-es ifjúsági labdarúgó-világbajnokságot, ahol a FIFA JB hivatalnokként foglalkoztatta. 
| Időpont           | Helyszín                      | Mérkőzés típusa              | Mérkőzés          | Eredmény | Nézők száma |
| ----------------- | ----------------------------- | ---------------------------- | ----------------- | -------- | ----------- |
| 1999. április 5.  | Nnamdi Azikiwe Stadion, Enugu | csoportmérkőzés (D. csoport) | Uruguay–Mali      | 1 : 2    | 16 000      |
| 1999. április 8.  | Nnamdi Azikiwe Stadion, Enugu | csoportmérkőzés (D. csoport) | Uruguay–Dél-Korea | 1 : 0    | 6 000       |
| 1999. április 11. | Nnamdi Azikiwe Stadion, Enugu | csoportmérkőzés (D. csoport) | Mali–Dél-Korea    | 2 : 4    | 4 000       |
| 1999. április 24. | Nemzeti Stadion, Lagos        | bronzmérkőzés                | Uruguay–Mali      | 0 : 1    | 35 000      |

---
A világbajnoki döntőhöz vezető úton Dél-Koreába és Japánba a XVII., a 2002-es labdarúgó-világbajnokságra és Németországba a XVIII., a 2006-os labdarúgó-világbajnokságra a FIFA JB bíróként alkalmazta.

##### 2002-es labdarúgó-világbajnokság

###### Selejtező mérkőzés
| Időpont             | Helyszín                    | Mérkőzés típusa           | Mérkőzés                  | Eredmény | Nézők száma |
| ------------------- | --------------------------- | ------------------------- | ------------------------- | -------- | ----------- |
| 2000. október 11.   | Nemzeti Stadion, Ta’ Qali   | előselejtező (7. csoport) | Málta–Csehország          | 0 : 0    | 3 017       |
| 2001. szeptember 1. | Svangaskard Stadion, Toftir | előselejtező (4. csoport) | Feröer-szigetek–Luxemburg | 1 : 0    | 1 464       |

##### 2006-os labdarúgó-világbajnokság

###### Selejtező mérkőzés
| Időpont             | Helyszín                | Mérkőzés típusa           | Mérkőzés           | Eredmény | Nézők száma |
| ------------------- | ----------------------- | ------------------------- | ------------------ | -------- | ----------- |
| 2004. szeptember 4. | Ratina Stadion, Tampere | előselejtező (7. csoport) | Finnország–Andorra | 3 : 0    | 7 437       |

#### Európa-bajnokság
Az európai-labdarúgó torna döntőjéhez vezető úton Belgiumba és Hollandiába a XI., a 2000-es labdarúgó-Európa-bajnokságra és Portugáliába a XII., a 2004-es labdarúgó-Európa-bajnokságra az UEFA JB játékvezetőként foglalkoztatta.

##### 2000-es labdarúgó-Európa-bajnokság

###### Selejtező mérkőzés
| Időpont         | Helyszín                 | Mérkőzés típusa           | Mérkőzés             | Eredmény | Nézők száma |
| --------------- | ------------------------ | ------------------------- | -------------------- | -------- | ----------- |
| 1999. június 9. | Steaua Stadion, Bukarest | előselejtező (7. csoport) | Románia–Azerbajdzsán | 4 : 0    | 5 200       |

##### 2004-es labdarúgó-Európa-bajnokság

###### Selejtező mérkőzés
| Időpont           | Helyszín                   | Mérkőzés típusa           | Mérkőzés               | Eredmény | Nézők száma |
| ----------------- | -------------------------- | ------------------------- | ---------------------- | -------- | ----------- |
| 2003. június 11.  | Olimpiai Stadion, Helsinki | előselejtező (7. csoport) | Olaszország–Finnország | 0 : 2    | 36 850      |
| 2003. október 11. | Philips Stadion, Eindhoven | előselejtező (4. csoport) | Hollandia–Moldova      | 5 : 0    | 30 995      |

## Magyar vonatkozás
| Időpont         | Helyszín                    | Mérkőzés típusa          | Mérkőzés            | Eredmény | Nézők száma |
| --------------- | --------------------------- | ------------------------ | ------------------- | -------- | ----------- |
| 2000. június 3. | Fáy utcai Stadion, Budapest | 743. válogatott mérkőzés | Magyarország–Izrael | 2 : 1    | 4 000       |